# Sergio Fidemraizer
Sergio Fidemraizer (Rosario, 1958) es un compositor argentino radicado en España. Estudió composición en la Escuela de Música de la Universidad Nacional de Rosario (Argentina) con Dante Grela, con quien también trabajó en el campo de la música académica contemporánea, ampliando posteriormente su formación en Buenos Aires con Francisco Kröpfl (composición y análisis), y Mario Benzecry (dirección de orquesta).
En este período inicial de su carrera fue miembro fundador de instituciones pioneras en difundir la creación musical de vanguardia en Argentina: la Agrupación Nueva Música de Rosario, la Agrupación de Jóvenes Compositores Rosarinos, la Asociación Santafesina de Compositores, y el Grupo Klank.
Al radicarse en Barcelona a mediados de los años ochenta, prosiguió sus estudios en el Conservatorio de Badalona, donde obtuvo la titulación superior, y en el Estudio Phonos, donde estudió composición, análisis y electroacústica con Gabriel Brncic y música con medios informáticos con Xavier Serra.
Miembro de la Asociación de Música Electroacústica de España y de la  Associació Catalana de Compositors, participa frecuentemente en proyectos musicales en Barcelona y diversas ciudades españolas y europeas, así como en intercambios con Argentina y otros países latinoamericanos.
Incluidas en discos y colecciones de música contemporánea (Fundació Música Contemporània, Unió Músics, Anacrusi, ACA de Mallorca, Agenda Edizioni Musicali, Albany, AMEE, Solfa Recordings, Spotify y diversas plataformas digitales) composiciones suyas han sido grabadas por Catalunya Música, Radio France, Radio Nacional de España, y publicadas por Tritó, Periferia, Delatour Editions y Bar & Co., entre otras.

## Obra
Después de una primera etapa juvenil en la cual sus intereses se centraron en la proyección folklórica, su música evolucionó paulatinamente desde técnicas afines a la atonalidad y el serialismo hacia un tratamiento del material sonoro más libre, válido para cada obra en su propio contexto expresivo, con un particular énfasis en el timbre y las texturas. Así, la producción de Fidemraizer se enmarca en especulaciones propias de la música actual, pero sin renunciar a referencias del pasado u otros estilos musicales, lo cual conforma su particular lenguaje, caracterizado por la manera dinámica en que aparecen estos elementos y la búsqueda permanente de interés de cara al oyente (interés que no es meramente estructural o constructivo, sino que tiene la vocación de comunicar de manera directa al público).
Interpretadas por músicos de prestigio (Harry Sparnaay,  Joan Martí-Frasquier, Alejandra Sottile, solistas de la OBC, Silvia Castillo, Grati Murcia, Carlos Acotto, Montse Solà, Jorge Variego, Santiago Martínez Abad, Liliana Maffiotte, Max Lifchitz, Claudio Devigili, Julio Kobryn, Esther Flückiger, Alfredo Crespo, Jean Pierre Dupuy Archivado el 31 de marzo de 2017 en Wayback Machine., Ivan Herranz, Jacob Cordover, Fernando Domínguez Sérgio Albach, Quartet Vela, Elisa Urrestarazu, Roberto Oliveira, Duplum Duo, Cuarteto Untref, Morphosis Ensemble, Banda Municipal de Barcelona, Orquesta Sinfónica Nacional Argentina, Orquesta Sinfónica Provincial de Rosario, Orquesta de Cámara Municipal de Rosario, entre otros), en su catálogo de obras podemos encontrar tanto composiciones escritas para solista, formaciones clásicas de cámara y orquesta, como aquellas comprometidas con la experimentación de nuevas sonoridades, explorando los límites tímbricos de instrumentos tradicionales, la música con medios electrónicos y los medios mixtos (instrumentos en vivo y electrónica), así como proyectos inter-disciplinares con la intervención del video, la danza y el teatro musical.
Su música es programada regularmente en salas y festivales europeos y americanos: Concerts Phonos Archivado el 17 de mayo de 2014 en Wayback Machine., Festival Mixtur, Òpera de Butxaca (Barcelona),  Festival Punto de Encuentro (Madrid, Valencia, Málaga, Granada), Centre de Cultura Contemporània de Barcelona, Auditorio de Barcelona, auditorio del MACBA, Auditorio de la SGAE (Barcelona), University of Florida, Valley City State University (USA), Museo Castagnino, Biblioteca Argentina Dr. Juan Álvarez (Rosario), North/South Consonance (New York), Centro Cultural Parque de España, Teatro El Círculo, Teatro La Comedia (Rosario), Festival de Tres Cantos (Madrid), Festival Internacional Cervantino, Foro Internacional de Música Nueva (México), Emufest (Roma), Festival de la Rochepot, Rencontres Internationales du Saxophone Baryton (Francia), Temporada Música d'Ara (Barcelona), Orgelpark (Ámsterdam), Centro Cultural Recoleta (Buenos Aires), Sala Selmer, Oratoire du Louvre (París), ESMUC (Barcelona), Festival Klem-Kurai a (Bilbao),  Festival Gare du Nord (Basilea), International Summer Academy (Viena), Andorra Saxfest, Rc4 Festival (Río de Janeiro), [NAK Festival|https://nakfestival.com/] (Pamplona), Encontre Internacional de Compositors (Palma de Mallorca), etc.